# Astra Unceta Y Compañia S.A.
Az Astra Unceta Y Compañia S.A. a spanyolországi Guernicában működő fegyvergyártó vállalat. Korábban Esperanza y Unceta, később Unceta y Compania (Unceta &CO) néven működött. A gyártmányaihoz az Astra márkanevet használja.

## Története
A vállalatot 1908-ban alapította Pedro Unceta és Juan Esperanza, mindketten az észak-spanyolországi Eibar városából származtak. 1913-ban a cég áttette székhelyét Guernica-ba, és a nevét Esperanza y Cia-ra változtatták. Az Astra márkanevet 1914-ben jegyeztették be. Az új gyár a spanyol szárazföldi haderő számára kifejlesztett Campo Giro pisztoly gyártásával kezdte tevékenységét. A modellt 1918-ban módosították, ezt követően Model 1921-nek hívták. 1921-ben egy új pisztolyt mutatott be, amelyet a Campo Giro alapján terveztek. Ezt az új modellt Astra 400-nak nevezték el. 1921-től 1946-ig az Astra 400-as pisztolyból az Esperanza y Cia összesen 106 000 darabot gyártott a spanyol hadsereg számára. A 20. század során az Astra számos különböző maroklőfegyvert tervezett és gyártott, többek között öntöltő és forgótáras típusokat, illetve az 1980-as évektől az Astra A–80-as pisztolyt amelyet a Sig-Sauer pisztolycsalád inspirált.